# Colorful
Colorful (カラフル?, Karafuru) è un film d'animazione del 2010 diretto da Keiichi Hara.
Il soggetto è ispirato al romanzo omonimo di Eto Mori.
I diritti per l'edizione italiana sono stati acquistati da Anime Factory che ha reso disponibile inizialmente il film tramite noleggio su YouTube per poi renderlo successivamente disponibile anche sulla piattaforma streaming Prime Video. L'edizione home video in Blu-ray e DVD è stata distribuita da Koch Media il 18 gennaio 2022 in esclusiva sul suo sito Fan Factory.

## Trama
Proprio quando crede di aver raggiunto la meta finale della morte, ad un'anima viene comunicato di avere la possibilità di rivivere nel corpo di Kobayashi Makoto, un quattordicenne che ha tentato di uccidersi. Inizia quindi per l'anima un lungo viaggio alla scoperta di tutto ciò che di male ha compiuto nella propria vita e dei motivi che hanno spinto il ragazzo a suicidarsi.

## Riconoscimenti
- 2010 - 65° Mainichi Film Concours
  - Best Animation Film Award [1]
- 2010 - Festival internazionale del film d'animazione di Annecy
  - Mention Spéciale [2]
  - Prix du public[2]